# Borszcziw (obwód kijowski)
Borszcziw (ukr. Борщів; pol. hist. Borszczew) – wieś na Ukrainie, w obwodzie kijowskim, w rejonie browarskim, w radzie wiejskiej Wołoszyniwka. W 2001 roku liczyła 528 mieszkańców. Miejscowość leży nad rzeką Trubiż. 
Według danych z 2001 roku 97,9% mieszkańców jako język ojczysty wskazało ukraiński, 2,1% – rosyjski.

## Historia
Wieś została założona w 1300 roku. Pod koniec XIX wieku należała do powiatu perejasławskiego w guberni połtawskiej.

## Urodzeni
- Mykoła Borowko – ukraiński poeta.